# Małgorzata Karolina Piekarska
Małgorzata Karolina Piekarska (ur. 24 lipca 1967 w Warszawie) – polska historyk sztuki, pisarka, dziennikarka prasowa i telewizyjna.

## Życie zawodowe
Zadebiutowała w 1986 roku na łamach miesięcznika społeczno-literackiego „Okolice” czterema opowiadaniami. W latach 1996–2017 współpracowała z TVP, gdzie emitowane były jej reportaże. Głównie była związana z Warszawskim Ośrodkiem Telewizyjnym, a szczególnie z programami informacyjnymi: Telewizyjnym Kurierem Warszawskim (jako reporterka). W latach 2006–2009 z Telewizyjnym Kurierem Mazowieckim (jako wydawca). Na antenie TVP Warszawa realizowała programy autorskie: „Dżingiel”, „Patefon”, „Wiarus”, „Detektyw warszawski, czyli na tropie miejskich tajemnic”. Odeszła z TVP pisząc podany do wiadomości publicznej list do prezesa TVP Jacka Kurskiego, w którym protestowała m.in. przeciwko jego polityce programowej w TVP.
W latach 1994–2006 współpracowała z dwutygodnikiem „Cogito”. Publikowane w latach 1998–2005 na łamach pisma felietony Wzrockowisko ukazały się drukiem jako książka. Do 2006 roku współpracowała z dwutygodnikiem „Victor gimnazjalista”, na łamach którego publikowała w odcinkach powieści Klasa pani Czajki, Tropiciele i Dzika. W roku 2008 wróciła na łamy „Cogito” felietonami Sztuka pisania, a na łamy „Victora gimnazjalisty” Muzycznymi podróżami – krótkimi felietonami o gwiazdach muzyki rozrywkowej. W latach 2008–2011 prowadziła rubrykę „Zapytaj Gośkę” w Magazynie „13-tka”. Współpracuje z południowopraskim pismem społeczno-samorządowym „Mieszkaniec”. Jest też stałą felietonistką Magazynu Literackiego „Książki”. Prowadzi rubrykę „Galeria na Wyspie” w kwartalniku literackim „Wyspa”.
W latach 2018–2019 była współscenarzystką najstarszej powieści radiowej „Matysiakowie”.
Autorka książek dla dzieci i młodzieży, których akcja rozgrywa się na Saskiej Kępie, gdzie sama mieszka i skąd pochodzą jej przodkowie. Opublikowała dokumentalną książkę Dziewiętnastoletni marynarz – zbiór listów ze Szkoły Morskiej w Tczewie, pisanych przez jej stryjecznego dziadka Zbigniewa Piekarskiego, oraz do spółki z nieżyjącym ojcem Maciejem Piekarskim poświęconą zagładzie Zamojszczyzny w czasie II wojny światowej książkę w formie osobistego reportażu pt. Syn dwóch matek.
W internecie prowadzi wirtualną galerię "Sztuka i Styl", gdzie prezentuje współczesnych polskich artystów.
Pracuje w Muzeum Niepodległości jako kierownik Działu Zbiorów.  
Jest członkiem polskiej sekcji Międzynarodowej Izby ds. Książek dla Młodych (IBBY), Warszawskiego Towarzystwa Genealogicznego, ZAiKS, Stowarzyszenia Historyków Sztuki oraz Stowarzyszenia Pisarzy Polskich (SPP). Od 2011 w Zarządzie Oddziału Warszawskiego SPP. Wybrana Prezesem Oddziału Warszawskiego SPP w kadencjach 2014–2017 i 2017–2020. Od 2021 roku Wiceprezes Oddziału Warszawskiego. Od 2022 roku Sekretarz Zarządu Głównego.

## Życie prywatne
Córka dziennikarza i varsavianisty Macieja Piekarskiego. Żona aktora Zacharjasza Muszyńskiego. Z pierwszego małżeństwa ma syna, Macieja.

## Twórczość

### Literatura
- Wzrockowisko, 2002, In-rock, ISBN 83-86365-49-8. zbiór felietonów, które od stycznia 1999 do czerwca 2005 ukazywały się na łamach dwutygodnika „Cogito”. W 2002 roku nakładem wydawnictwa In-rock felietony ukazały się jako książka. Tytuł pochodzi od zbitki słów rock i wzrok, bo jak wyjaśniła autorka w jednym z felietonów jest to spojrzenie na świat poprzez muzykę, głównie rockową. W czerwcu 2005 roku wydawnictwo podjęło decyzje o zmianie linii pisma, w którym nie ma już miejsca na felietony. Wtedy na łamach „Cogito” ukazał się ostatni felieton. Nosił tytuł „Do Ani” – tak jak piosenka zespołu Kult.
- Klasa pani Czajki, 2004, Aga-Press, ISBN 83-85534-34-2; 2008 Nowy Świat ISBN 978-83-7386-284-5; (w języku ukraińskim pt. Клас пані Чайки wydana przez Школа w 2012 ISBN 978-96-6429-13-44; 2016 Nasza Księgarnia ISBN 978-83-10-12998-7; audiobook 2015 Biblioteka Akustyczna ISBN 978-83-64-73289-8.
- Dziewiętnastoletni marynarz, 2005, Finna ISBN 83-89929-45-7. Nautica ISBN 978-83-958682-7-6 Książka dokumentalna – zbiór listów pisanych w latach 1923–1924 w Szkole Morskiej w Tczewie przez Zbigniewa Piekarskiego. Przeszło 70 listów opatrzonych jest bogatymi przypisami, a całość ilustrowana fotografiami z tamtych czasów. Listy stanowią ewenement w historii Szkoły Morskiej. To informacje o codziennym życiu w Szkole Morskiej, o początkach polskiej marynarki handlowej w II Rzeczypospolitej.
- Tropiciele, 2006, Nowy Świat ISBN 83-7386-188-2; 2009 Nowy Świat ISBN 978-83-7386-341-5; audiobook 2011 Audioclub, Bellona ISBN 978-83-60339-59-6; 2016, Nasza Księgarnia ISBN 978-83-10-12997-0
- Dzika, 2007, Nowy Świat ISBN 978-83-7386-253-1; 2017, Nasza Księgarnia ISBN 978-83-10-12996-3
- LO-teria, 2010, Nowy Świat ISBN 978-83-7386-395-8; 2016 Школа ISBN 978-966-429-260-0 (ukraińska wersja książki «Лотерея»); 2017 Nasza Księgarnia ISBN 978-83-10-13051-8; Audiobook 2017 Biblioteka Akustyczna ISBN 978-83-272-4627-1
- Kurs dziennikarstwa dla samouków, 2014, Biblioteka Analiz ISBN 978-83-63879-03-7
- Czucie i Wiara, czyli warszawskie duchy, 2015, Wydawnictwo LTW ISBN 978-83-7565-403-5
- Syn dwóch matek, 2016 (współautor: Maciej Piekarski), Wydawnictwo Trzecia Strona ISBN 978-83-64526-38-1
- Licencja na dorosłość, 2019, Nasza Księgarnia ISBN 978-83-10-13351-9; Audiobook 2019 Biblioteka Akustyczna ISBN 978-83-272-4743-8; 2020 Школа ISBN 978-966-429-611-0 (ukraińska wersja książki «Право на дорослість»)

### Filmy dokumentalne
- 2010: Kto ty jesteś? – film dokumentalny o trzypokoleniowej polskiej rodzinie mieszkającej we Lwowie. Produkcja prywatna
- 2015: Sto lat w Warszawie – film dokumentalny, który poprzez życiorys i osobę prapradziadka autorki Michała Piekarskiego, warszawskiego kowala, który żył 97 lat, pokazuje, jak na przestrzeni lat zmieniała się Warszawa i panujące w niej obyczaje. Produkcja TVP Warszawa
- 2016: Zmartwychwstanie stulatka – film dokumentalny o historii i przywracaniu do życia przez mistrza Bogdana Bąberskiego ponad stuletniego pianina szczecińskiej firmy Ewald Herzog. Produkcja TVP Warszawa
- 2020: Dziewiętnastoletni marynarz – online – projekt filmowy. Ekranizacja listów bohatera książki dokumentalnej Dziewiętnastoletni marynarz. Łącznie powstały 64 filmy, w tym 61 ekranizacji listów, zwiastun, film dokumentalny oraz fabuła na podstawie jednoaktówki bohatera – autora listów. W rolę Zbigniewa Piekarskiego wcielił się Zacharjasz Muszyński.

### Spektakle
- 2013: Listy do Skęcipitki, scenariusz monodramu Zacharjasza Muszyńskiego opartego na autentycznych listach Antoniego Adamskiego pisanych do żony Leokadii Karoliny z Przybytykowskich z sanatorium za Uralem w latach 1914–1918
- 2015: Bubloteka, sztuka dla Teatru Rozrywki w Chorzowie

### Publikacje naukowe
- Małgorzata Karolina Piekarska. Ekstaza św.Teresy - Gian Lorenzo Berniniego. „Barok : historia, literatura, sztuka”. 1, s. 154-155, 1994. Wydawnictwo Naukowe Semper. ISSN 1232-3233.
- Małgorzata Karolina Piekarska. Kolonia artystyczna w Krzemieńcu i jej romantyczne inspiracje. „Dialog Dwóch Kultur”. XVI, s. 150-161, 2021. ISSN 2082-3274.
- Małgorzata Karolina Piekarska. Patriotyczna twórczość Maurycego Gottlieba jako przykład dążeń asymilacyjnych XIX-wiecznego polskiego artysty żydowskiego pochodzenia. „Dialog Dwóch Kultur”. XV, s. 56-64, 2020. ISSN 2082-3274.
- Artyści – uczestnicy powstania styczniowego i ich prace, a także związane z nimi przedmioty w zbiorach Muzeum Niepodległości – wybrane przykłady Powstanie Styczniowe. Kraj i Litwa pogrążyły się w żałobie narodowej, Warszawa 2022; s. 307-322;
- Małgorzata Karolina Piekarska, Dwie Ruszczykowskie, czyli Matka i córka w Powstaniu Warszawskim oraz wpływ powstania na ich dalsze losy, [w:] Beata Michalec, Tadeusz Skoczek (red.), Dziś idę walczyć mamo… 78. rocznica wybuchu Powstania Warszawskiego, Warszawa: Muzeum Niepodległości, 2022, ISBN 978-83-66640-87-0 [zarchiwizowane 2023-02-07]. Brak numerów stron w książce
- Małgorzata Karolina Piekarska. Wacław Chodkowski – zapomniany malarz dla ubogich: (skrócona monografia artysty). „Niepodległości i Pamięć Czasopismo humanistyczne”. XXVIII (1 (2022)), s. 63-104, 2021. Wydawnictwo Muzeum Niepodległości. ISSN 1427-1443.
- Henryk Józewski: autoportret polityka i artysty Niepodległość i Pamięć: czasopismo muzealno-historyczne. R. 29, nr 2 (2022), s. 163-172;
- Przegląd i porównanie XIX-wiecznych drukowanych pocztów władców polskich jako przykład źródła nauki historii Polski w czasie zaborów Niepodległość i Pamięć: czasopismo muzealno-historyczne. R. 29, nr 3 (2022), s. 191-230;
- Walery Eljasz-Radzikowski (1840–1905). Piewca historii Polski; Walery Eljasz-Radzikowski – artysta i patriota (katalog wystawy); Warszawa 2023; s. 9-23;
- Walery Eljasz-Radzikowski w czterech odsłonach, czyli słowo o wystawie; Walery Eljasz-Radzikowski – artysta i patriota (katalog wystawy); Warszawa 2023; s. 25-27;
- Włodzimierz Zakrzewski (1916 –1992). Postimpresjonista Włodzimierz Zakrzewski (1916 –1992). Postimpresjonista. (katalog wystawy); Warszawa 2022; s. 9-17;
- Patriotyczna twórczość Aleksandra Lessera i Maurycego Gottlieba jako przykład dążeń i dylematów asymilacyjnych XIX-wiecznych polskich artystów żydowskiego pochodzenia; Polonia – etnografia polityczna – niepodległość: księga dedykowana Janowi Sękowi; Warszawa 2023; s. 211-228;
- Galeria Jednego Obiektu. Ludomir Benedyktowicz, „Dziewczyna z konwią” Niepodległość i Pamięć: czasopismo muzealno-historyczne. R. 30, nr 1 (2023), s. 211-220;
- Galeria Jednego Obiektu. Wojciech Fangor – „Guernica” 1955 Niepodległość i Pamięć: czasopismo muzealno-historyczne. R. 30, nr 3 (2023), s. 263-270;
- Aleksander Sochaczewski – artysta w służbie umęczonego narodu Aleksander Sochaczewski. O Syberii pędzlem i piórem (artystyczny obraz Powstania Styczniowego oraz katorgi), Warszawa 2023, s. 7-20;

## Nagrody, wyróżnienia i odznaczenia
- 2012: nominacja do nagrody ALMA 2013 (Astrid Lindgren Memorial Award)[12]
- 2013: nagroda na festiwalu filmów emigracyjnych EMIGRA za film Kto ty jesteś?[13]
- 2014: stypendium MKiDN[14]
- 2014: nominacja do nagrody ALMA 2015 (Astrid Lindgren Memorial Award)[15]
- 2015: odznaczenie za zasługi dla Światowego Związku Żołnierzy Armii Krajowej (nr legitymacji 634)[16]
- 2016: nagroda dla ukraińskiego wydania książki "Klasa pani Czajki" «Українська книга 2016»[17]
- 2017: stypendium MKiDN[18]
- 2019: nominacja do nagrody im. Bolesława Prusa (za rok 2017)[19]
- 2019: nominacja do nagrody ALMA 2020 (Astrid Lindgren Memorial Award)[20]
- 2021: nominacja do nagrody ALMA 2022 (Astrid Lindgren Memorial Award)[21]
- 2022: nominacja do nagrody ALMA 2023 (Astrid Lindgren Memorial Award)[22]
- 2024: odznaczona brązowym medalem Gloria Artis [23][24]